# Vergabe der Fußball-Weltmeisterschaft 2026
Der Gastgeber der Fußball-Weltmeisterschaft 2026 wurde am 13. Juni 2018 – am Vortag des Eröffnungsspiels der WM 2018 – in Moskau verkündet. Gewonnen hat die Kandidatur aus Kanada, Mexiko und den Vereinigten Staaten.

## Kontinentales Rotationsprinzip

FIFA-Kontinentalverbände

Dem 2007 modifizierten Rotationsverfahren entsprechend sind für das Turnier 2026 die Kontinentalverbände, in denen die letzten beiden Weltmeisterschaften stattgefunden haben (Europa mit Russland 2018 und Asien mit Katar 2022) von dem Bewerbungsverfahren ausgeschlossen.

## Ablauf des Bewerbungsverfahrens
Der Kongress der FIFA legte am 11. Mai 2017 in Bahrain fest, dass das Interesse an der Ausrichtung bis zum 11. August 2017 hinterlegt werden müsse. Bis März 2018 mussten die vollständigen Bewerbungsunterlagen eingereicht werden. Erstmals sollte für die Vergabe die Menschenrechtslage im Bewerberland eine Rolle spielen. Zum ersten Mal wurde die Entscheidung über den Austragungsort dem FIFA-Kongress übertragen. Bislang hatte das Exekutivkomitee (heute FIFA-Rat) den Austragungsort bestimmt. Im FIFA-Kongress hat jeder der 207 Verbände eine Stimme.
Nachdem es lange so aussah, als wäre die Vergabe der WM an die Dreierbewerbung von Kanada, Mexiko und USA nur eine Formalität, wendete sich die Stimmung ab dem Herbst 2017. In Mexiko und Kanada wurde kritisiert, dass in ihrem Land jeweils nur wenige Partien und dazu auch nur Gruppenspiele abgehalten werden sollen. Des Weiteren litt die Bewerbung unter der Amtsübernahme von US-Präsident Donald Trump. Die Beziehung zwischen Mexiko und den USA wurden zum einen durch Trumps Pläne, eine Grenzmauer zu errichten, stark belastet. Des Weiteren hatte Präsident Trump die Länder der Dritten Welt als „shithole countries“ (Drecksloch-Staaten) bezeichnet. Angesprochen fühlten sich, neben den 54 afrikanischen Ländern, vor allem Staaten Südamerikas, Asiens und der Karibik. Deshalb hatte Marokko, dessen Bewerbung zunächst als deutlich schlechter eingeschätzt wurde, wieder bessere Chancen. So forderte der Präsident des afrikanischen Verbandes seine Mitglieder auf, geschlossen für Marokko zu stimmen. Auch wurde erwartet, dass ein Großteil der mehrheitlich muslimischen Staaten für Marokko stimmen wird. Außerdem hätte es möglich sein können, dass weitere Verbände aus politischen Motiven Marokko bevorzugen, um die USA für Trumps Weltpolitik zu „bestrafen“. Da jeder der 207 Verbände der FIFA stimmberechtigt war, war jede Stimme entscheidend.
Außerdem gab es eine Stimmenoption „Keiner von beiden“, sollte keine der beiden Bewerbungen als geeignet erscheinen. Bei der Abstimmung hatte einzig der iranische Verband sich für diese Option entschieden. Hätte diese Option die Mehrheit erhalten, hätten für eine erneute Auswahlphase auch Verbände aus Europa (UEFA) und Asien (AFC) eine Bewerbung einreichen dürfen.

## Bewerber um die Ausrichtung
Folgende FIFA-Mitgliedsverbände haben eine offizielle Bewerbung für die Ausrichtung der Fußball-Weltmeisterschaften 2026 abgegeben, es gibt eine Einzelkandidatur und eine Dreierkandidatur:

### Bewerbung für 2026
Aus dem nordamerikanischen Verband CONCACAF, der zuletzt die WM 1994 in den USA ausrichtete, bewarben sich die drei nordamerikanischen Staaten gemeinsam:
- Kanada (Ausrichter WM der Frauen 2015, CONCACAF Gold Cup 2015)
- Mexiko[6] (Ausrichter 1970 und 1986)
- Vereinigte Staaten (Ausrichter 1994, WM der Frauen 1999 und 2003, CONCACAF Gold Cup 2015)

Aus dem afrikanischen Verband CAF, der zuletzt die WM 2010 in Südafrika ausrichtete, bewarb sich der nordwestafrikanische Staat:
- Marokko[2] (Ausrichter Afrika-Cup 1988)

### Bewerber

#### Kanada, Mexiko und Vereinigte Staaten
Am 10. April 2017 verkündeten die nationalen Fußballverbände Kanadas, Mexikos und die USA ihre gemeinsame Bewerbung auf einer Pressekonferenz in New York. Es wäre das erste Mal, dass eine Fußball-WM von drei Ländern gemeinsam ausgetragen wird. Für Kanada wäre es die erste Austragung, für die USA die zweite nach 1994 und für Mexiko die dritte nach 1970 und 1986. Die gemeinsame Bewerbung „United 2026“ läuft unter dem Slogan „United, As One“.
Das Organisationskomitee gab am 16. August 2017 bekannt, dass die WM an mindestens zwölf Spielorten ausgetragen werden soll. Dazu wurde eine Liste mit 49 Stadien in 44 Städten veröffentlicht, die mit mindestens 40.000 Sitzplätzen die von der FIFA geforderte Mindestanzahl erfüllen. Die Kandidaten mussten sich bis zum 5. September 2017 bewerben. 41 Städte reichten ihre Bewerbung fristgerecht ein. In die offizielle Bewerbung wurden im März 2018 zunächst 23 mögliche Spielorte aufgenommen. Die Stadien werden bereits als Fußball- und Football-Stadien genutzt, weshalb keine oder nur geringe Bauarbeiten nötig wären. Auch die notwendige Infrastruktur ist vorhanden. Allerdings sind große Strecken zwischen den Austragungsorten zurückzulegen und zwei Staatsgrenzen zu überwinden. Dazu liegen die Spielorte in verschiedenen Zeitzonen. Nachdem man ursprünglich mit mindestens zwölf Austragungsorten geplant hatte, entschied sich das Organisationskomitee, dass die WM an 16 Orten gespielt werden soll. Aus den 23 Vorschlägen soll die FIFA selbst 16 Arenen auswählen.
Die 23 in die Bewerbung aufgenommenen Spielorte sind:
Kanada:
- Edmonton, Commonwealth Stadium
- Montréal, Stade Olympique de Montréal
- Toronto, BMO Field

Mexiko:
- Guadalajara, Estadio Chivas
- Mexiko-Stadt, Estadio Azteca
- Monterrey, Estadio BBVA Bancomer

USA:
- Atlanta, Mercedes-Benz Stadium
- Baltimore, M&T Bank Stadium
- Boston, Gillette Stadium
- Cincinnati, Paul Brown Stadium
- Dallas, AT&T Stadium
- Denver, Mile High Stadium
- Houston, NRG Stadium
- Kansas City, Arrowhead Stadium
- Los Angeles, Rose Bowl
- Miami, Hard Rock Stadium
- Nashville, Nissan Stadium
- New York/New Jersey, MetLife Stadium
- Orlando, Camping World Stadium
- Philadelphia, Lincoln Financial Field
- San Francisco, Levi’s Stadium
- Seattle, CenturyLink Field
- Washington, D.C., FedEx Field

In den USA sollen 60, in Mexiko und Kanada jeweils 10 Spiele ausgetragen werden.

#### Marokko
Am 11. August 2017 teilte der marokkanische Fußballverband Fédération Royale Marocaine de Football mit, dass man sich für die Fußball-Weltmeisterschaft 2026 bewerben werde. Marokko warb mit dem Slogan „Together For One Goal“. Die von der FIFA geforderte Anzahl von mindestens 40.000 Plätzen erfüllen in Marokko fünf Stadien. Da sich Marokko mit 14 Stadien in zwölf Städten bewarb, müssten sieben Arenen komplett neu gebaut werden. Bei zweien war ein großer Umbau geplant. Die Neubauten sollten im Schnitt über 49.000 Zuschauern Platz bieten und alle in ähnlicher Bauweise errichtet werden, so dass im Nachgang der WM ein bedarfsgerechter Rückbau möglich wäre.
Bereits gebaut:
- Agadir, Stade Adrar
- Fès, Fès-Stadion
- Marrakesch, Stade de Marrakech
- Rabat, Stade Moulay Abdellah
- Tanger, Grande Stade de Tanger

Im Bau:
- Oujda
- Tétouan

In Planung:
- Casablanca (2 Stadien)
- El Jadida
- Marrakesch (ein weiteres zusätzliches Stadion zum Stade de Marrakech)
- Nador
- Ouarzazate

## Wahl

### Resultat
Im Gegensatz zu vorherigen WM-Vergaben entschied nicht die FIFA-Exekutive, sondern die Versammlung der Mitgliedsverbände über die Vergabe. Um eine Kandidatur zu gewinnen, benötigte ein Bewerber die absolute Mehrheit der Stimmen.
| Ergebnisse der Abstimmung        | Ergebnisse der Abstimmung |
| Land                             | Runde 1                   |
| -------------------------------- | ------------------------- |
| Kanada Mexiko Vereinigte Staaten | 134                       |
| Marokko                          | 65                        |
| Keiner von beiden                | 1                         |
| Enthaltung                       | 3                         |

Anmerkungen:
- Kanada, Marokko, Mexiko und die USA (inklusive seiner Außengebiete Amerikanische Jungferninseln, Guam und Puerto Rico) gaben als Veranstalter keine Stimme ab.
- Ghana[13] war bei der Abstimmung abwesend.
- Iran wählte „keiner von beiden“.
- Kuba, Slowenien und Spanien enthielten sich der Stimme.
- Von den Ländern mit deutschsprachigem Anteil gaben Belgien, Luxemburg und Italien ihre Stimme für Marokko ab, während Deutschland, Liechtenstein, Österreich und die Schweiz für Kanada, Mexiko und die USA votierten.

### Wahlkarte

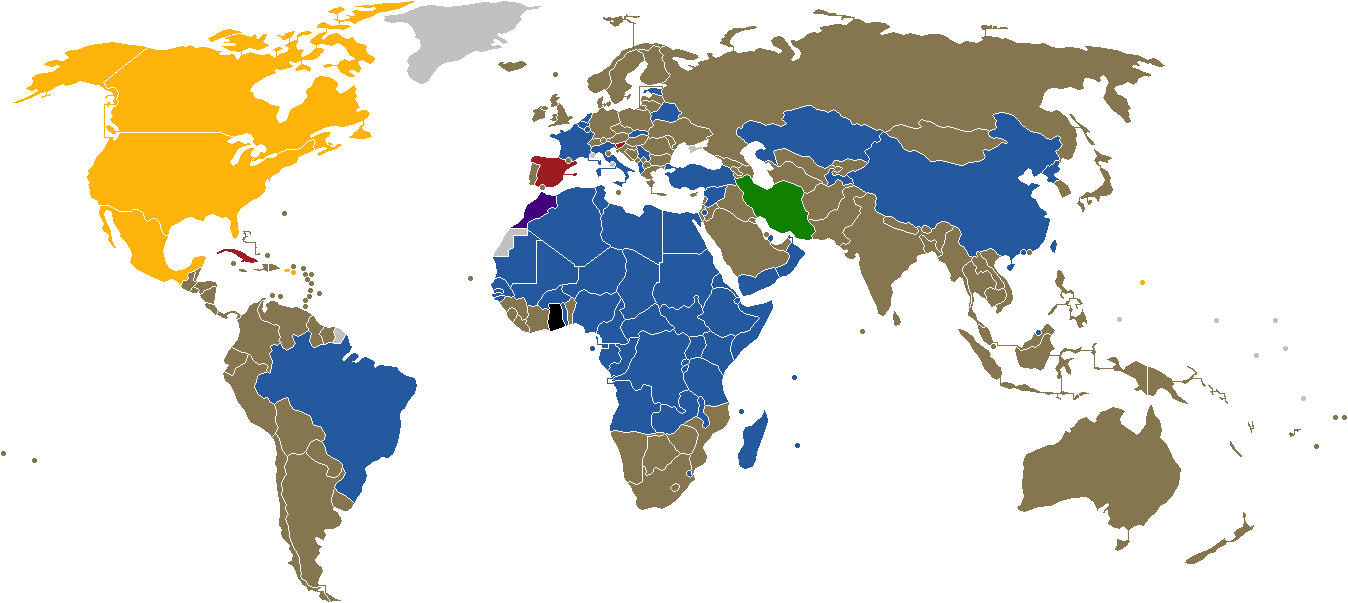
Wahlkarte. Legende siehe unten.

Kanada, Mexiko und Vereinigte Staaten
Marokko
Stimme für die United-Kandidatur (Kanada, Mexiko und Vereinigte Staaten)
Stimme für die Marokko-Kandidatur
Keinen von beiden
Stimmenthaltung
Auf Teilnahme verzichtet und so Stimmrecht nicht wahrgenommen
Kein FIFA-Mitglied

## Trivia
Während einer Pressekonferenz mit dem damaligen FIFA-Präsidenten Sepp Blatter am 20. Juli 2015 in Zürich stellte sich der britische Komiker Simon Brodkin als Reaktion auf die Korruption in der FIFA vor Blatter und legte ihm ein Bündel Ein-Dollar-Noten auf den Tisch. Mit dem Hinweis „Das ist für die WM 2026 in Nordkorea“ warf er, bevor er weggeführt wurde, weitere Scheine über Blatter in die Luft.